# ویلته
ویلته (به ایتالیایی: Villette) یک کومونه در ایتالیا است که در استان وربانو-کوزیو-اوسولا واقع شده‌است. ویلته ۷٫۴ کیلومتر مربع مساحت و ۲۵۰ نفر جمعیت دارد و ۸۰۷ متر بالاتر از سطح دریا واقع شده‌است.